# Adolf Heinrich Lier

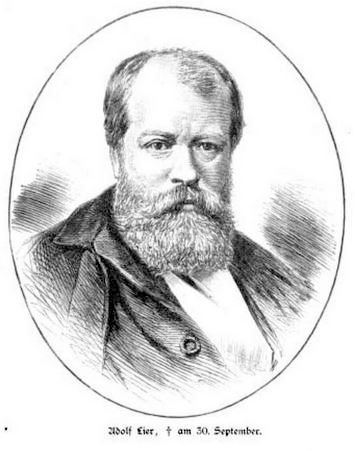
Adolf Lieer

Adolf Heinrich Lier (nacido el 21 de mayo de 1826 en Herrnhut; † 30 de septiembre de 1882 en Vahrn cerca de Brixen en Tirol del Sur) fue un pintor de paisajes alemán.

## Vida

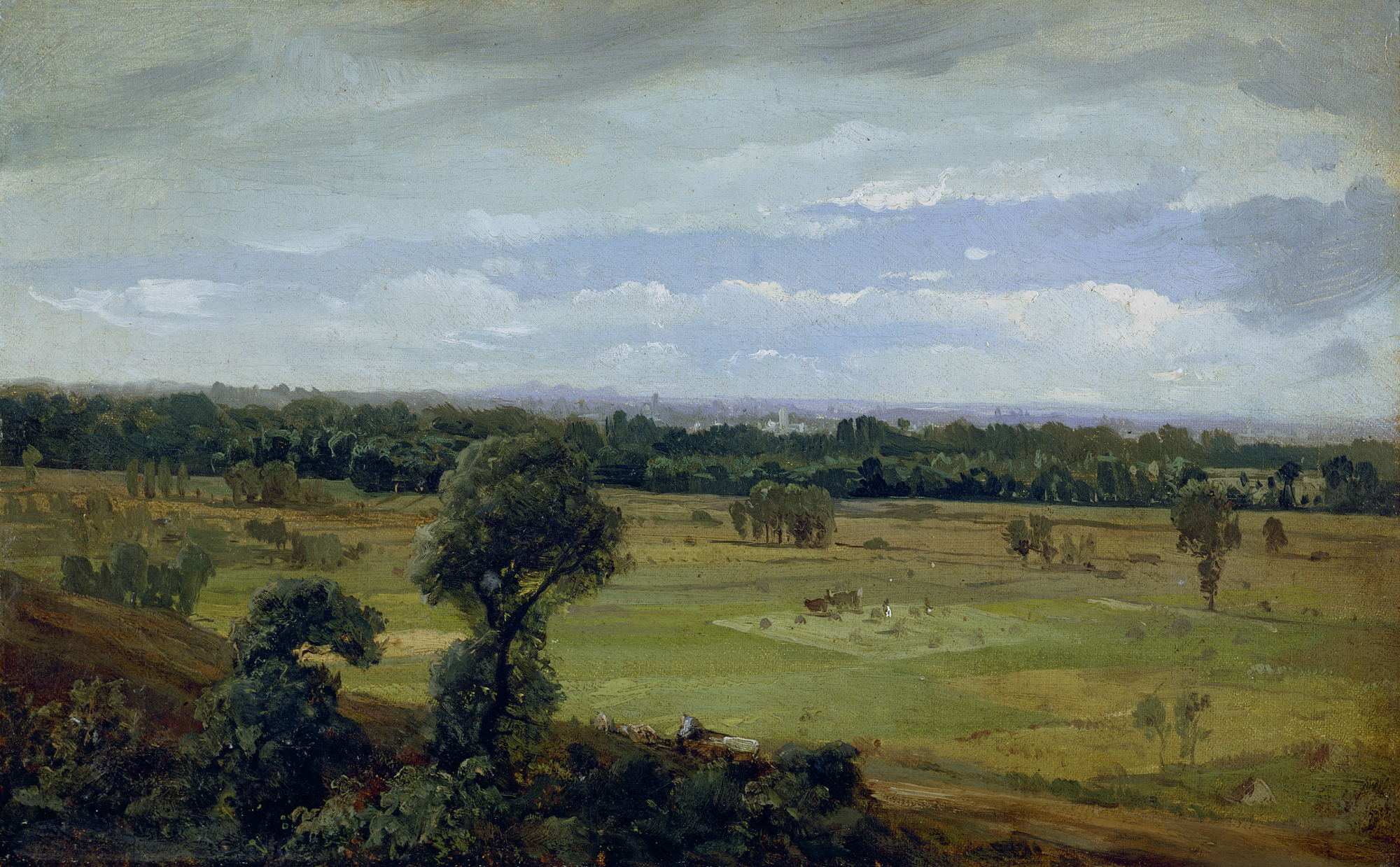
Adolf Heinrich Lier - Landschaft - 1856 - Lenbachhaus

Lier fue alumno de Richard Zimmermann en la Academia de Bellas Artes de Múnich. A partir de 1849 Adolf Heinrich Lier pintó vistas de la naturaleza y bodegones.
Hay fotos de Lier en Chiemgau, Staudach y del área de Rosenheim, Pang, Aising y Brannenburg.

### Juventud y aprendizaje

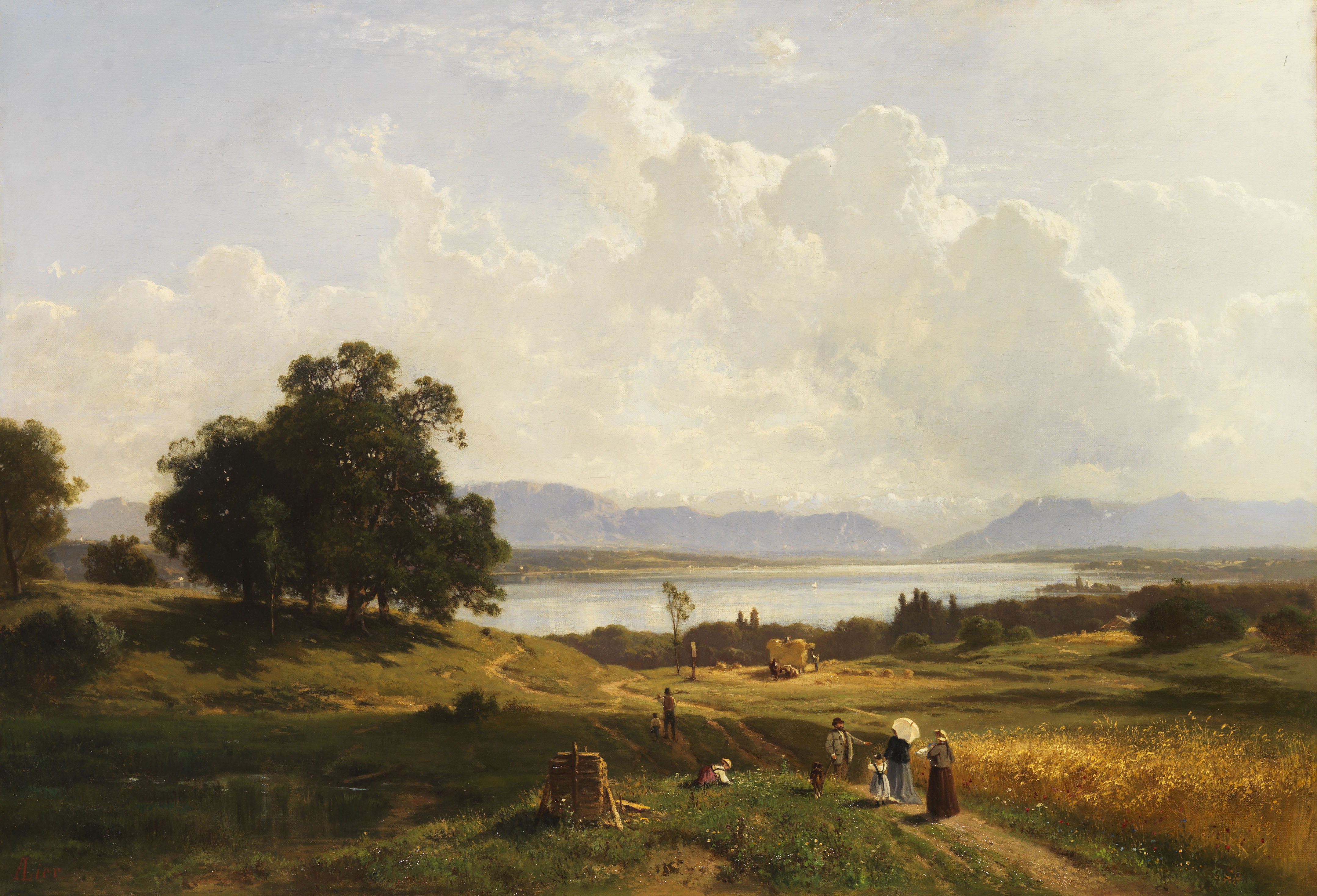
Adolf Heinrich Lier Der Starnberger See von Pöcking aus gesehen

Lier era hijo de un orfebre de Mecklemburgo y de una burguesa de la Alta Lusacia. A la edad de 15 años expresó su deseo de convertirse en pintor, pero su padre no lo apoyó. Por lo tanto, asistió a la escuela de oficios de construcción en Zittau y a la escuela de construcción dirigida por Gustav Heine en Dresde. En 1846 recibió la pequeña medalla de plata por el dibujo de un "majestuoso edificio residencial situado al lado de un arroyo" para una exposición académica. Después de eso, logró por un corto tiempo ser admitido en el estudio de Gottfried Semper. En 1848, poco después de la muerte de su padre, se le dio la oportunidad de diseñar los techos del edificio de un museo bajo la dirección del arquitecto Melchior Berri en Basilea. Sin embargo la construcción nunca le ofreció un trabajo satisfactorio. El pintor Carl Adolf Mende confirmó a Lier en su decisión de dedicarse a la pintura. Estuvo bajo la dirección del pintor Seiffert, quien le recomendó ir a Múnich. 

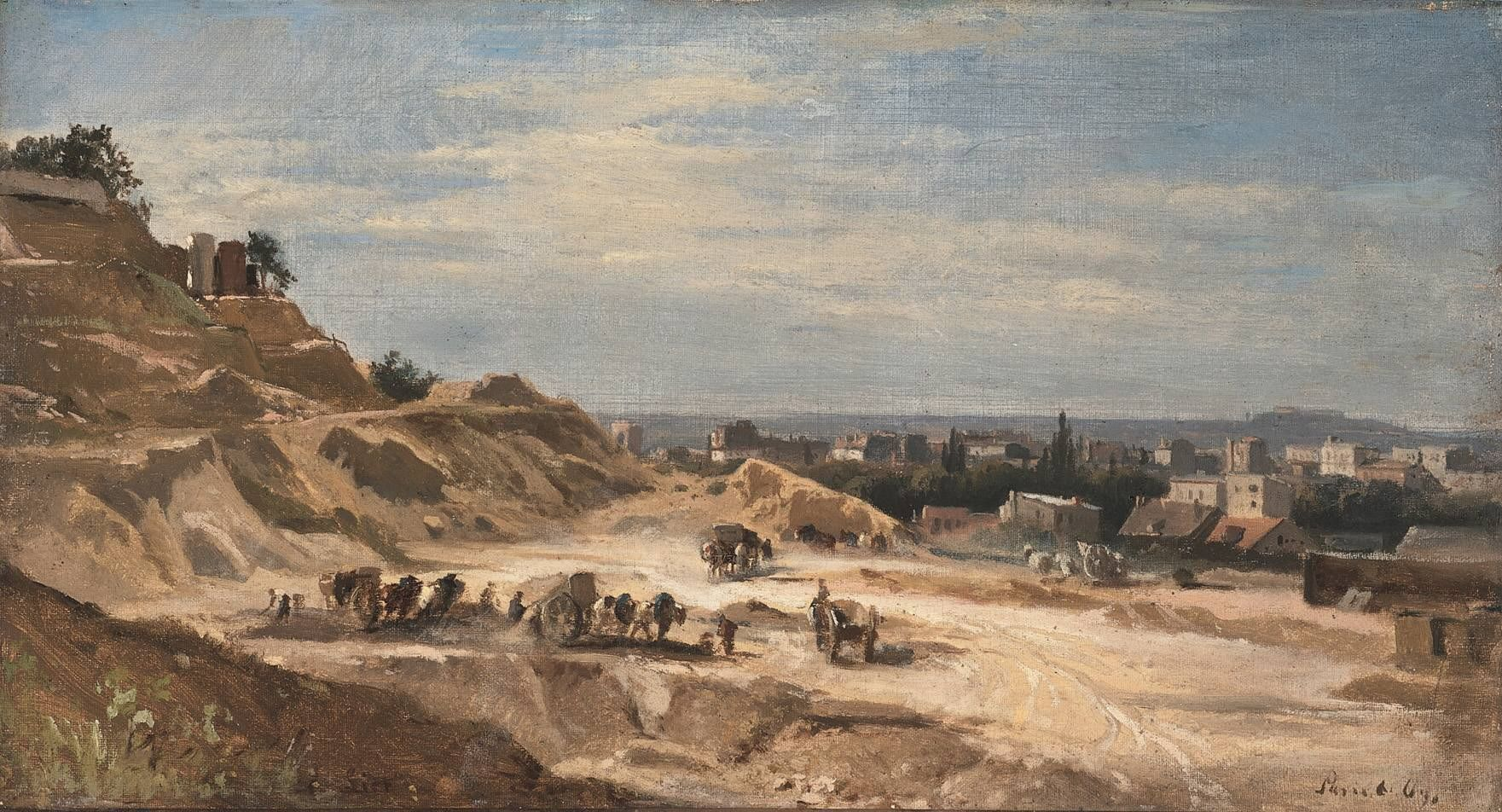
Adolf Heinrich Lier - Steinbruch bei Paris - 1870 - Bavarian State Painting Collections

En octubre de 1849 se trasladó a Múnich. A pesar de la recomendación de Seiffert, la admisión en Múnich fue inicialmente difícil. Cuando Lier le pidió al retratista Joseph Bernhardt, alumno de Joseph Karl Stieler, que lo admitiera en su estudio, éste se negó por falta de espacio. Por casualidad, Lier conoció al pintor Richard Zimmermann de Zittau, quien lo acogió en su estudio y se convirtió en su asesor. Después de trabajar brevemente en retratos y piezas de género en su estudio, y de haber dibujado también cabezas y desnudos para el pintor Bedellé, se dedicó exclusivamente a la pintura de paisaje, la que más correspondía a su inclinación y habilidad. Pronto demostró ser el mejor alumno de Zimmermann y se desarrolló una relación amistosa entre los dos. Al principio, Lier no exponía sus obras y solo llamó la atención fuera de los círculos de artistas en 1855 con la exhibición de una "fiesta en el pueblo cerca de Pabach" en la Asociación de Arte de Múnich. En 1856 fue elegido para hacer una exposición de arte en Londres.

### Primer periodo artístico
En su primer período, Lier se concentró en las montañas de los Alpes y los hermosos y tranquilos lagos de la Alta Baviera, que eligió como tema de sus pinturas. En los veranos realizaba viajes de estudio y extensas excursiones, que lo llevaban al Tirol y los Alpes de Salzburgo. Trabajó en Brannenburg durante mucho tiempo, repetidamente en Raumsau y en el lago Starnberg. Sin embargo, finalmente prefirió quedarse en el Chiemsee en el Fraueninsel. Pero incluso entonces sintió que no eran las montañas, sino la meseta alrededor de Múnich y las tierras bajas en general lo que se adaptaba mejor a sus inclinaciones artísticas. En una carta de 1856 decía que como pintor prefería que las montañas estuvieran a cierta distancia, algo que luego repetía con frecuencia.

### Segundo período artístico
En 1861, Lier hizo su primer viaje de dos meses a París. Allí se encontró por primera vez con los grandes maestros del paisaje francés, como Rousseau, Baubinan, Corot, Dupré, Díaz y Trouon, que entonces estaban en su mayor esplendor. La falta de familiaridad con esta tendencia realista lo sorprendió al principio y no se abrió a relacionarse con ellos. Sin embargo, las impresiones que recibió continuaron teniendo un efecto en él y dieron forma a cada visión del arte que tenía en mente en toda su obra posterior. Para Lier, el único principio verdadero de la pintura de paisajes era dejar que la naturaleza trabajara a través de su pura simplicidad, y descubrió que incluso la más pequeña parte de la naturaleza seguía siendo digna de representación y encantadora, en sí misma y por sí misma. Así que buscó lo grande en lo simple, despreció todo el aparato de superposiciones, fondos, la acumulación de detalles en favor del efecto general, y puso el énfasis principal en la impresión general y el tono. "Desde el momento en que me di cuenta de esto", dijo él mismo, "realmente creo que he recibido una comprensión del arte". Los maestros franceses se le aparecieron a Lier como portadores de luz y siempre elogió este giro en su visión artística como lo más saludable que le había ocurrido para su obra.
En 1864 emprendió su segundo viaje más largo a París para perfeccionarse en este sentido. Empezó a estudiar las obras maestras más antiguas en el Louvre, y allí copió las imágenes que más le intrigaban. Entre los pintores franceses que vivían en ese momento, Jules Dupré era el que más le atraía, por lo que lo siguió a L'Isle-Adam durante el invierno de 1864/65 para producir estudios de la naturaleza, bodegones y copias de sus obras bajo su dirección. Al año siguiente emprendió un viaje de tres meses a Inglaterra con un viaje de regreso a través de Hamburgo, Mecklemburgo, Herrnhut y Dresde, durante el cual practicó el estilo de pintura que había aprendido en Francia. El resultado se expuso en 1866 como el Paisaje vespertino de Mecklemburgo, que le valió buenas críticas.
En 1869, Lier recibió el encargo de invitar a pintores franceses y belgas a participar en una exposición de arte internacional en Múnich y contribuir él mismo con sus obras. Allí estuvo representado con las pinturas: "cuatro horas del día", una "mañana", un "mediodía", una "tarde" y una "noche", así como con una "zona de Isar cerca de Múnich", lo que le dio a conocer.
En el otoño de 1869 abrió su propia escuela de pintura de paisaje en su casa. Introdujo por primera vez el "paisaje íntimo" de los franceses en Alemania, sin perder su peculiaridad y también educó a sus alumnos en este sentido. Ya en 1873 abandonó este trabajo de enseñanza para poder volver a crear por sí mismo con más libertad y porque su salud era débil.
Un viaje a Holanda en 1873 le inspiró para pintar La playa de Scheveningen.
Debido a una afección cardíaca, a partir de 1874, no pudo dedicarse tanto como en los últimos años a su arte, aunque varias de sus pinturas más importantes datan precisamente de estos años.
Los cuadros, que creó después de su segunda estancia en París, permiten que el tema del dibujo pase a un segundo plano. Todo el énfasis está en el estado de ánimo, un efecto se basa principalmente en el fino tratamiento colorístico. Por la delicadeza de la observación de la naturaleza y por la magia de los sentimientos poéticos que en ella habitan, estas obras de su segundo período se sitúan artísticamente por encima de las del primero.
Lier esperaba encontrar descanso y recuperación en Tirol del Sur, donde quería pasar el invierno, pero murió en el viaje el 30 de septiembre de 1882 de un infarto.